# Delta Force 2
Delta Force 2 là tựa game bắn súng góc nhìn người thứ nhất chiến thuật  do hãng NovaLogic đồng phát triển và phát hành vào năm 1999. Đây là phần thứ hai sau phần đầu tiên Delta Force trong dòng game Delta Force và tiếp theo là bản Delta Force: Land Warrior một năm sau đó. Trò chơi được phát hành lại vào năm 2009 trên Steam.

## Lối chơi
Người chơi hóa thân vào vai một tay lính Lực lượng Delta tham gia vào các nhiệm vụ trên toàn cầu. Hành động diễn ra trong môi trường ngoài trời rộng lớn và khoảng cách chiến đấu lên tới vài trăm mét. Trò chơi tập trung vào chủ nghĩa hiện thực, với kẻ địch là con người và người chơi cũng rất dễ bị tổn thương từ vũ khí, và các viên đạn phải chịu điều kiện gió.
Các nhiệm vụ bao gồm một loạt các mục tiêu trong khi các điểm điều hướng cho biết phải làm gì, người chơi có thể tự do tiếp cận các mục tiêu khi thấy phù hợp. Mục tiêu thường liên quan đến việc loại bỏ tất cả sự hiện diện của kẻ thù ở một địa điểm cụ thể, giải cứu con tin hoặc phá hủy các loại phương tiện và cơ sở của kẻ thù. Nhiều nhiệm vụ có các đội Delta Force đồng minh tuân theo các mệnh lệnh được xác định trước bởi thiết kế nhiệm vụ và ai cũng có thể được người chơi ra lệnh. Người chơi dễ dàng xem vị trí của kẻ thù gần đó và các đơn vị bạn thông qua việc sử dụng bản đồ nhỏ trên HUD của mình.

### Game engine
Trò chơi tiếp tục sử dụng engine Voxel Space thuộc quyền sơ hữu của NovaLogic từ các phần trước đó, bao gồm bản gốc Delta Force và dòng game mô phỏng chiến đấu trực thăng Comanche, được biết đến với khả năng kết xuất cảnh quan rộng lớn. Phiên bản cập nhật này của engine được đặt tên là Voxel Space 32, vì nó được tối ưu hóa cho card đồ họa 32 bit và không hỗ trợ card 16 bit nữa. Tất cả các địa hình được hiển thị bằng voxel trong khi bất kỳ nhân vật, phương tiện, công trình hoặc các chi tiết khác là đa giác. Không giống như người tiền nhiệm, Delta Force 2 hỗ trợ tăng tốc phần cứng. Một tính năng mới trong phiên bản engine của Delta Force 2 là các voxel kéo dài cho phép mô phỏng cỏ cao, có khả năng che giấu các nhân vật ở mọi khoảng cách.

### Công cụ tạo màn
Trò chơi bao gồm một công cụ tạo màn cho phép người dùng đặt các vật thể, kẻ thù và mục tiêu vào một trong những cảnh quan hiện có của trò chơi.

## Đón nhận
Delta Force 2 đã nhận được giải thưởng doanh số "Bạc" từ Entertainment and Leisure Software Publishers Association (ELSPA), cho thấy doanh số ít nhất 100.000 bản tại Vương quốc Anh.
Eric Bratcher đã nhận xét phiên bản PC của trò chơi cho Next Generation, đánh giá ba trong số năm sao và tuyên bố rằng "Không hoàn toàn căng thẳng hay đẹp mắt như Rainbow Six, đây vẫn là một trò chơi tuyệt vời cho Green Beret wanna-bes."
Trò chơi đã nhận được đánh giá "trung bình" theo trang web tổng hợp kết quả đánh giá GameRankings. Brett Todd của Computer Gaming World đã chấm cho Delta Force 2 2/5 sao, chỉ trích trò chơi vì "đồ họa kinh tởm", hiệu ứng âm thanh không tồn tại và thiếu thông tin cơ bản về các nhiệm vụ. Ông cũng chỉ trích sự cần thiết phải quét cẩn thận màn hình cho những kẻ thù nhỏ ở xa cũng như hiệu năng kém của trò chơi, buộc người chơi phải chơi ở độ phân giải nhỏ ngay cả trên phần cứng cao cấp và làm nặng thêm rắc rối với việc phát hiện kẻ thù. Tuy nhiên, ông ca ngợi thiết kế nhiệm vụ và chế độ nhiều người chơi cho tối đa 50 người chơi. Michael E. của GameSpot thì nhiệt tình hơn, chấm cho game 8.2/10 điểm. Ông đặc biệt ca ngợi thiết kế nhiệm vụ, gọi "nói chung là xuất sắc" và lưu ý rằng các nhiệm vụ thường là "thực tế và đáng tin cậy", với một số trường hợp ngoại lệ lấy cảm hứng từ các bộ phim hành động. Ông cũng ca ngợi mục chơi mạng và thiết kế âm thanh của game.